# Количественная электроэнцефалография
Количественная электроэнцефалография (аббревиатура — кЭЭГ, qEEG, QEEG) — набор различных количественных методов и связанного с ними инструментария для обработки данных и исследования полученных сигналов электроэнцефалографии (ЭЭГ).
Начиная с конца прошлого века в связи с развитием микропроцессорной техники появляются различные методы компьютерной обработки и анализа ЭЭГ-сигналов. Часто количественной ЭЭГ (кЭЭГ) называют любое цифровое представление ЭЭГ. Таким образом, в понятие кЭЭГ включают как использование математических методов обработки данных, так и специальные цифровые подпрограммы, или методы с использованием целых комплексов подобных программ, созданных на основе этих методов.

## История
До 1990-х годов и развития компьютерной техники из количественных методов часто использовали кросскорреляционную функцию, опирающуюся на предположение Н.Винера, который рассматривал ЭЭГ как некий стационарный процесс. В тот момент также было принято проводить анализ корреляции нативной ЭЭГ по отношению к нулевому временному сдвигу, этот метод в основном использовался для оценки синхронности на коротких отрезках времени, после чего исследовалась временная динамика между коррелятами или их усредненными значениями. Позже, в конце 20 века, в связи с появлением новых технических разработок и использованием быстрого преобразования Фурье метод использования корреляционной функции был вытеснен когерентным анализом. Поскольку функция когерентности подвержена влиянию большого количества случайных факторов, различных погрешностей и параметров, то существовала и существует необходимость для разработки более устойчивых оценок и точных методов для количественной обработки сигналов ЭЭГ.

## Математические методы обработки ЭЭГ
- Преобразование Фурье
- Когерентный анализ
- Биспектральный анализ
- Корреляционный анализ
- Метод независимых компонент
- Анализ с использованием вейвлет-преобразования
- Топографическое картирование электрической активности мозга (ТКЭАМ) или мэппинг — является современной удобной формой представления на экране дисплея статистического анализа ЭЭГ и ВП[3]
- Групповая обработка полученных данных
- Частотный анализ

При использовании преобразования Фурье и вейвлет-преобразования в настоящее время делается акцент на общую активность между ритмами, включая фазовую синхронизацию и синхронизацию по величине (комодуляция/корреляция и асимметрия).
Пример использования: обрабатываемый сигнал состоит из рядов ЭЭГ, которые преобразуют при помощи математических методов в последовательность в цифровом виде, и преобразованных в последовательность частот, этих данных достаточно для уточнения и преобразования самого сигнала с использованием принципа теоремы Котельникова, состоящего в двукратном превышении максимальной обнаруживаемой частоты). Современные усилители ЭЭГ используют адекватную выборку для разрешения ЭЭГ в традиционном медицинском диапазоне от постоянного тока до 70 или 100 Гц, используя частоты дискретизации от 250/256, 500/512 до более 1000 отсчетов в секунду, в зависимости от предполагаемого применения.
Благодаря скорости современных компьютеров и возможности применения целого комплекса количественных методов, появилось такое направление как топографическое картирование электрической активности мозга (ТКЭАМ), несмотря на то, что этот метод дает также возможность и визуального анализа, он достаточно точно представляет данные, опирающееся на количественные характеристики о локализованности поступающих сигналов.

## Практическое применение
Среди преимуществ методов кЭЭГ выделяют возможность многократного воспроизведения записи ЭЭГ с разными усилением и возможностью временной развёртки, прямое и обратное сканирование отдельных фрагментов записи для определения фокусов патологической активности, возможность автоматического устранения артефактов, а также возможность различия активности в разных отведениях, что сложно выполнимо при визуальном анализе ЭЭГ.
Благодаря выявленным количественным критериям достаточно точно можно оценить выраженность нормальных и патологических паттернов ЭЭГ, кроме того, можно видеть динамику изменений параметров в ответ на терапию и другие воздействия, выявить и проанализировать особенности вызванных реакций.
При помощи методов количественной ЭЭГ анализ полученных данных удобно использовать на больших выборках для определения тенденций в изменении параметров работы мозга под влиянием различных факторов, это может быть полезным в исследованиях таких областях как психология труда, эргономика, психология спорта и многих других (например, при использовании БОС-технологий. Таким образом, кЭЭГ может широко использоваться в таких областях как медицина и фармакология, а также при исследованиях с применением психологических проб, в различных экспериментах и др.
В медицине набор методов кЭЭГ часто называют «клинической» ЭЭГ и используют в исследованиях таких заболеваний как эпилепсия, энцефалопатия, болезнь Альцгеймера, опухоли головного мозга,черепно-мозговая травма, нарушения сна, психические расстройства и другие.